# El Pla de Sant Tirs
El Pla de Sant Tirs – miejscowość w Hiszpanii, w Katalonii, w prowincji Lleida, w comarce Alt Urgell, w gminie Ribera d’Urgellet. 
Nazwa miejscowości pochodzi od imienia św. Tyrsa – męczennika chrześcijańskiego z III wieku.
Według danych INE w 2020 roku liczyła 359 mieszkańców – 181 mężczyzn i 178 kobiet. 